# 史考特·阿姆斯壯
史考特·阿姆斯壯（英語：Scott Armstrong，1959年5月4日—），本名約瑟夫·史考特·詹姆士（英語：Joseph Scott James），是世界摔角娛樂（WWE）旗下職業摔角裁判及退休選手，並在世界摔角娛樂節目WWE Raw和WWE SmackDown中亮相。
在史考特·阿姆斯壯的裁判事業中，史考特是世界摔角娛樂的資深裁判，也曾裁判過多次重要的付費賽事。